# 28051 Bruzzone
28051 Bruzzone este o planetă minoră (asteroid) din centura de asteroizi. A fost descoperită pe 25 aprilie 1998 la Stația Anderson Mesa de Lowell Observatory Near-Earth-Object Search și a fost numită după Juan Sebastián Bruzzone⁠(d). 
Obiectul prezintă o orbită caracterizată de o semiaxă mare de 2,8984651 UAi, o excentricitate de 0,03, o înclinație de 0,97152 ° în raport cu ecliptica.